# Asplav
Asplav (Lecidella elaeochroma) är en lavart som först beskrevs av Erik Acharius, och fick sitt nu gällande namn av M. Choisy. Asplav ingår i släktet Lecidella och familjen Lecanoraceae.  Utöver nominatformen finns också underarten soralifera.
I den svenska databasen Dyntaxa används istället namnet Lecidella euphorea för samma taxon.  Arten är reproducerande i Sverige.

## Bildgalleri

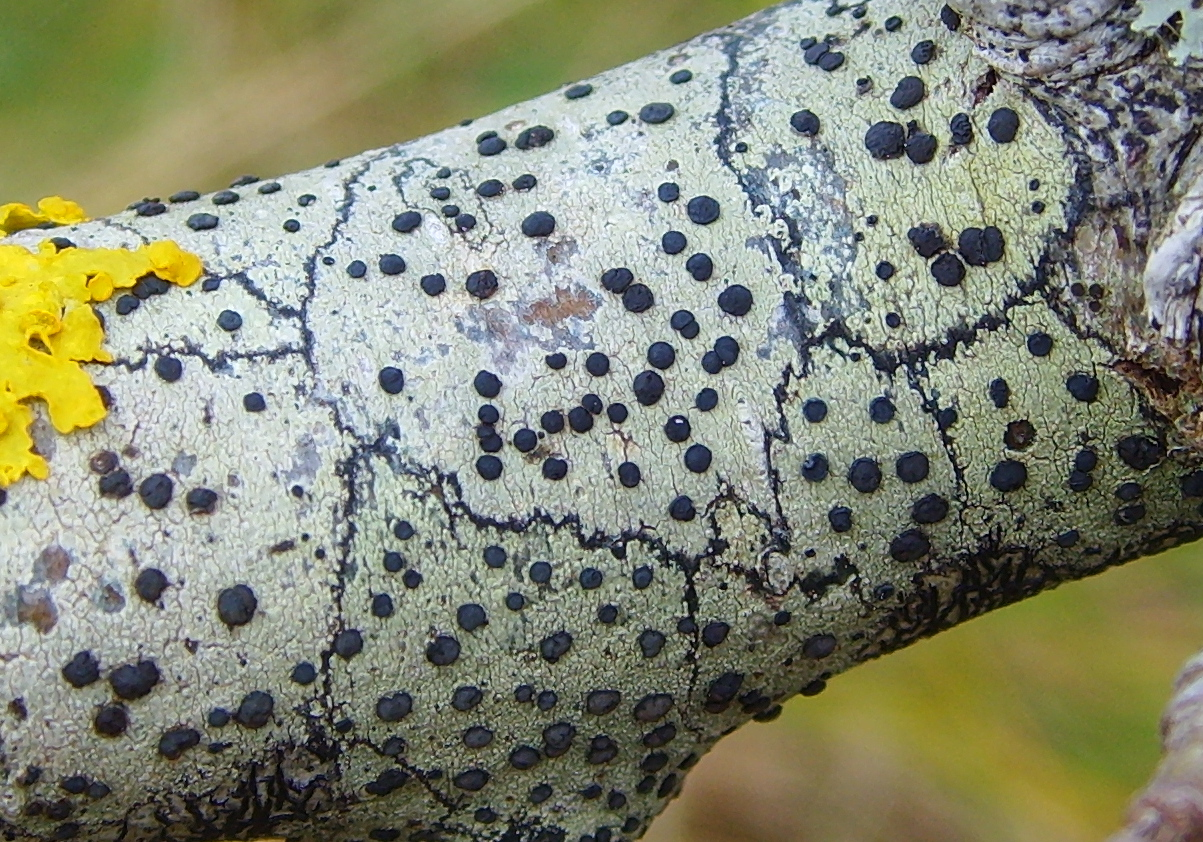
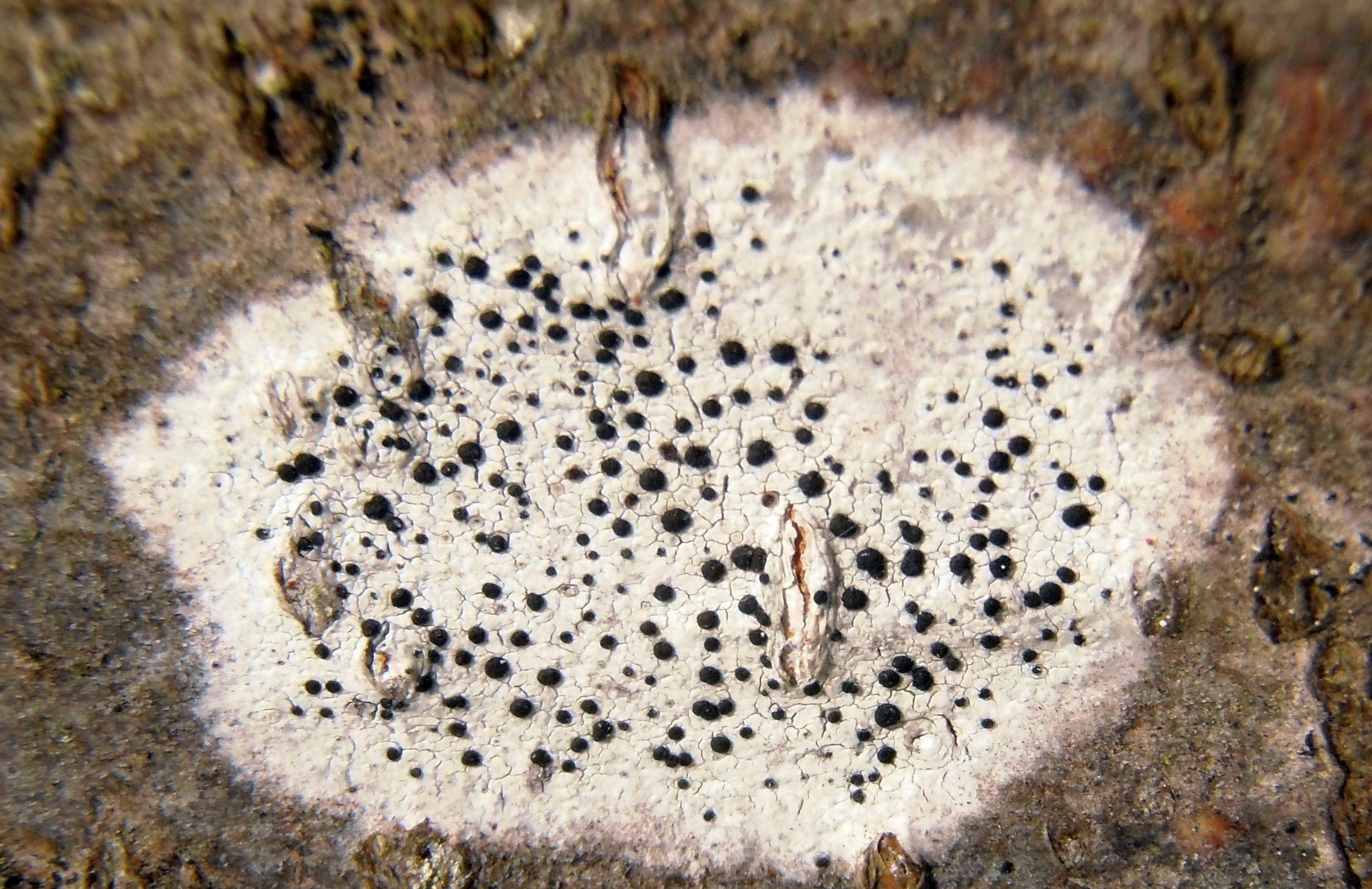